# Epsilon Pavonis
Désignations
Epsilon Pavonis (en abrégé ε Pav) est une étoile de la constellation du Paon. Sa magnitude apparente est de 3,96. D'après la mesure de sa parallaxe annuelle par le satellite Hipparcos, l'étoile est située à ∼ 105 a.l. (∼ 32,2 pc) de la Terre. Elle se rapproche du Système solaire à une vitesse radiale de −7 km/s.
Epsilon Pavonis est une étoile blanche de la séquence principale de type spectral A0Va. Elle est 30 fois plus lumineuse que le Soleil.